# Deščice
 Deščice (Dieschitz) so avstrijska vas v občini Vrba ob Vrbskem jezeru (Velden am Wörthersee), okraj Beljak-dežela, zvezna dežela Koroška.

## Lega
Deščice (Dieschitz) ležijo pirbližno 5 km južno od Vrbe (Velden) na severnem bregu vzhodnega dela ride, ki jo Drava (Drau) opiše pri Rožeku (Rosegg). Deščice (Dieschitz ) sestojijo iz dveh delov: iz Deščic v ožjem smislu (Dieschitz) in iz Močil (Oberdieschitz).

## Prebivalstvo
Po ljudskem štetju iz leta 2001 imajo Deščice (Dieschitz) 122 prebivalcev. Del prebivalstva je dvojezičen oziroma slovenski. Povpraševanja po pogovornem jeziku nam kažejo glede na slovenščino sledeče rezultate (močno nihajoče številke brez omembe vredne migracije govorijo zase):

1951: 79,0 %
1961: 53,1 %
1971: 39,3 %
1981: 16,8 %
1991: 26,2 %
2001: 15,4 %

## Ekonomija
Gostilno in tovarno opeke so zaprli v pedesetih letih, trgovino 1970, mizarstvo pa 1995. Prebivalci, ki so se v pretklosti po večini lahko preživljali s kmetijstvom, se morajo zdaj voziti na delo v Beljak (Villach)  in Celovec (Klagenfurt). Le redki so našli zaposlitev v bližini – v Šentilju (St. Egyden), Škofičah (Schiefling am See) ali v Vrbi (Velden am Wörthersee)

## Osebnosti
- Anton Dvornik (Wornig), skladatelj
- Stanko Finžgar, španski borec
- Ernest Gröblacher, ravnatelj koroške kmetijske zbornice
- Franz Richau, poslanec v zveznem svetu Avstrije
- Primus Koschat, tudi Primož Košat, bukovnik[2]